# Caudron C.68
Le Caudron C.68 était un avion d'entraînement et de tourisme français à deux places, construit au début des années 1920, qui a suscité l'intérêt à l'époque en raison de son agencement simple et rapide des ailes. Seuls quelques-uns ont été produits.
Le 16 décembre 1922, Jean Bécheler pose un Caudron C.68 sur l'avenue Alexandre III en face du Grand Palais afin de démontrer la maniabilité de l'appareil, puis replie ses ailes pour le ranger le long du trottoir.